# 花押

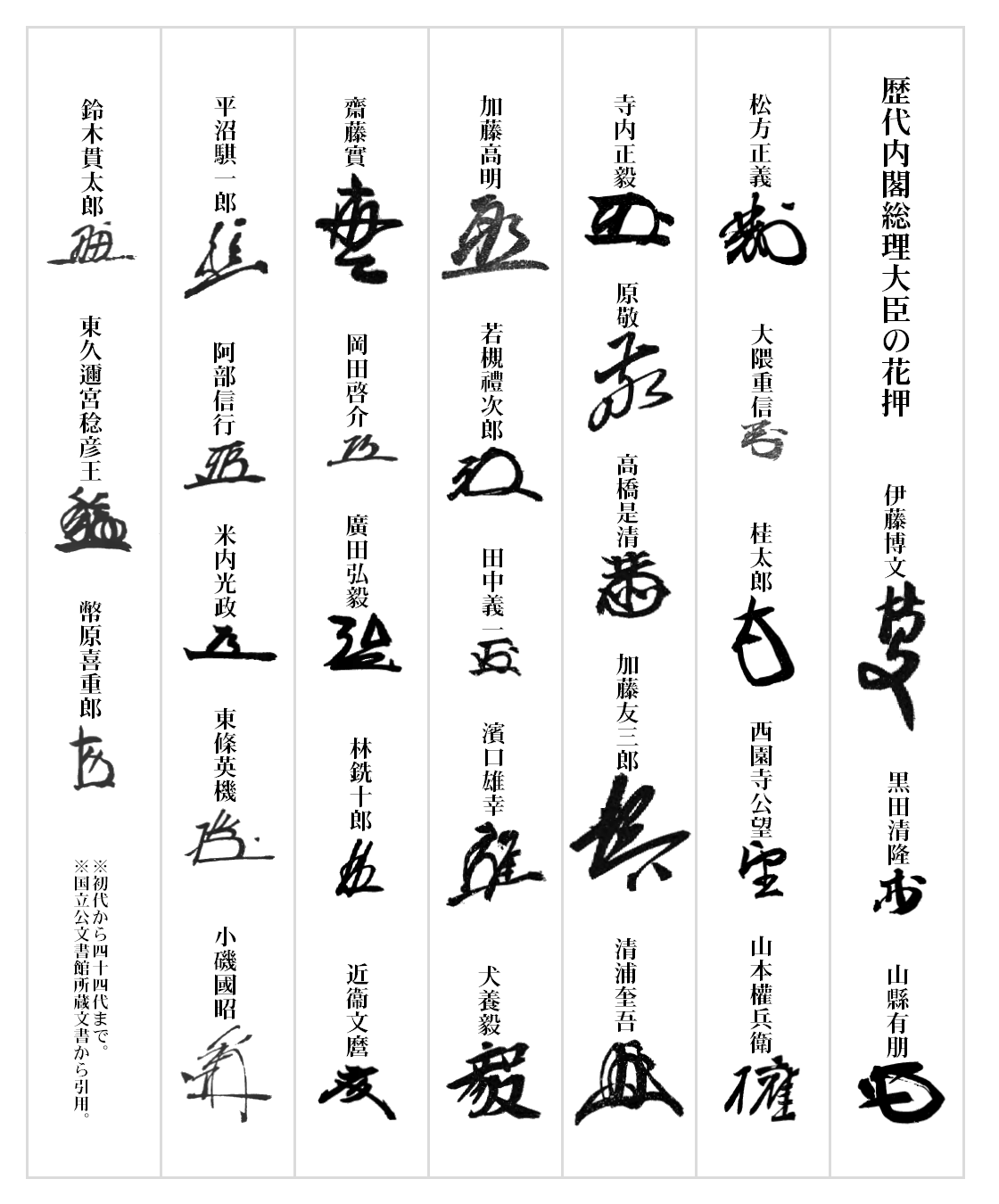
日本の歴代内閣総理大臣の花押（初代から44代まで）

花押（かおう）は、自署の代わりに用いられる記号もしくは符合であって、その起源は直筆の草書体にある。草書体の自署を草名（そうみょう）とよび、草名の筆順、形状がとうてい普通の文字とは見なしえない特殊性を帯びたものを花押という。このような筆順、形状の特殊化は、自署する主体が独自の自署をもとうとする意識的記載行為の結果である。
元々は、文書へ自らの名を普通に自署していたものが、署名者本人と他者とを明確に区別するため、次第に自署が図案化・文様化していき、特殊な形状を持つ花押が生まれた。花押は、主に東アジアの漢字文化圏に見られる。発祥は中国の先秦（紀元前3世紀以前）や斉（5世紀ごろ）、唐代（7世紀から9世紀ごろ）など諸説ある。日本では平安時代中期（10世紀ごろ）から使用され始め、判（はん）、書判（かきはん）、判形（はんぎょう）などとも呼ばれ、江戸時代まで盛んに用いられた。同じ東アジアの漢字文化圏に属する朝鮮半島でも高麗朝以来の李氏朝鮮まで国王と官吏の自署として活発に用いられた。他に世界各地においても、花押の類例（イスラム圏でのトゥグラなど）が見られる。

## 中国の花押
中国の花押の起源は、文献（高似孫『緯略』）によると南北朝時代の斉にまで遡ることができる（秦や晋の時代とする説もある）。唐代には韋陟の走り書きの署名があまりに流麗であったので「五朶雲（ごだうん）」と称揚された（『唐書』韋陟伝）。この署名は明らかに花押のことである。中国では現存する古文書が少ないこともあり、花押の実態は必ずしも明らかではない。宋代の文書に記されている花押は、直線や丸を組み合わせた比較的簡単なものであり、日本の禅僧様もこの形式である。また、明の太祖が用いたとされる明朝体は、日本に伝わり、江戸時代の花押の主流をなした。

なお、五代の頃より花押を印章にした花押印が使われ始め、宋代には花押印そのものを押字あるいは押と呼称した。元朝では支配民族であるモンゴル人官吏の間でもてはやされたが、これを特に元押という。モンゴル人官吏は漢字に馴染めなかったようである。花押印は明、清まで続いたが次第に使われなくなった。

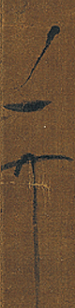
宋徽宗
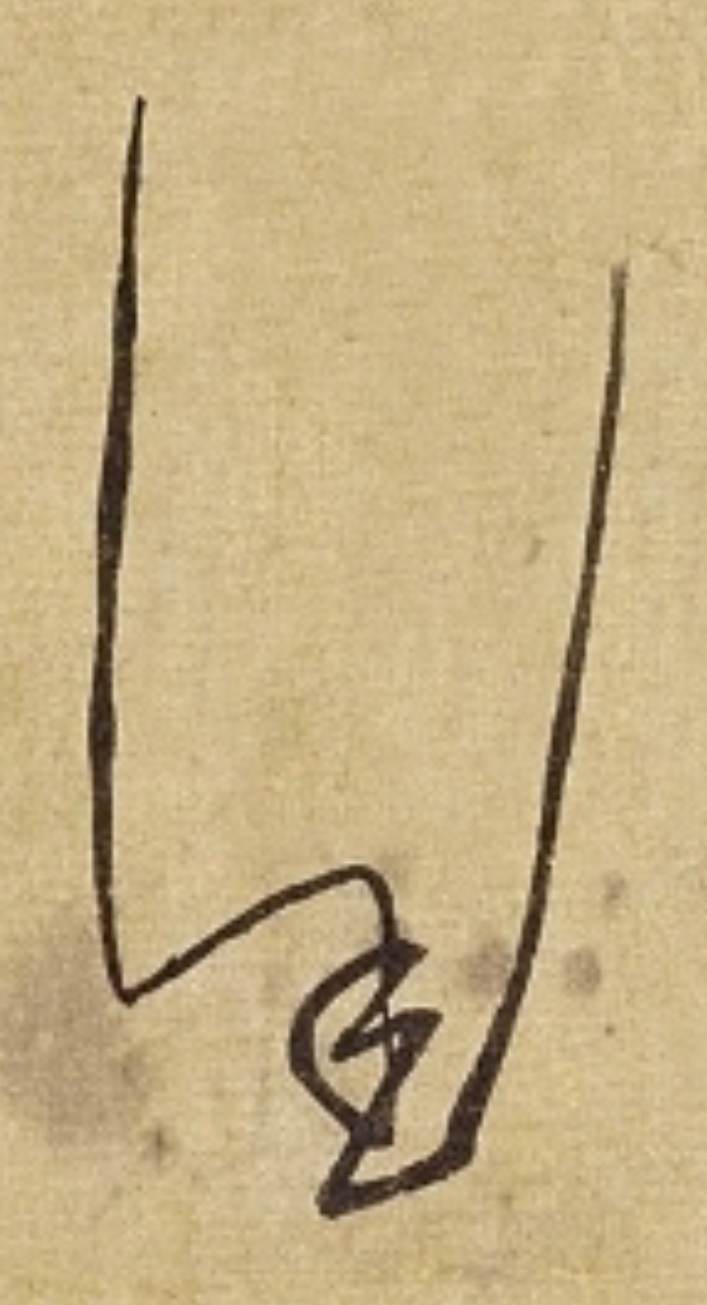
明太祖朱元璋
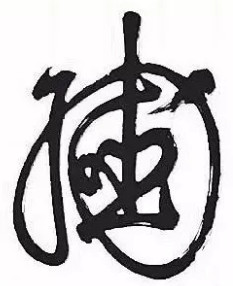
明崇禎帝
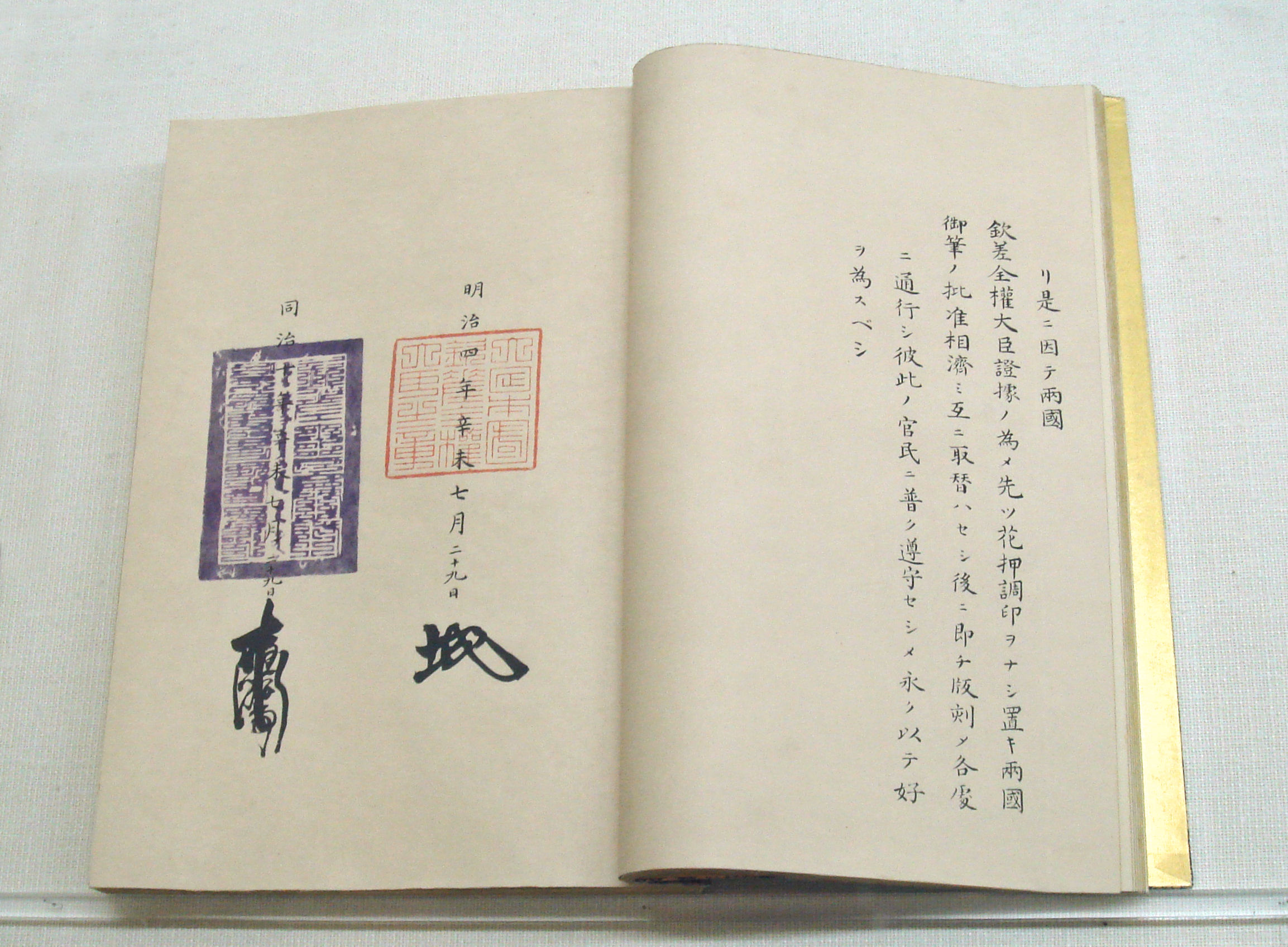
日清修好条規。日本と清の国璽が押され、日本側大使の大蔵卿伊達宗城、清側大使の直隷総督李鴻章の花押が書かれている。

## 日本の花押
江戸中期の故実家伊勢貞丈は、『押字考』のなかで花押を5種類に分類しており、後世の研究家も概ねこの5分類を踏襲している。5分類は、草名体、二合体、一字体、別用体、明朝体である。

坂上経行（草名体）
源頼親（二合体）
平忠盛（一字体）
三好宗渭（別用体）
徳川家康（明朝体）

日本では、初めは名を楷書体で自署したが、次第に草書体にくずした署名：草名（）となり、それが文字を離れ、極端に特殊化したものを花押と呼んだ。日本の花押の最古例は、10世紀中葉ごろに求められるが、この時期は草名体のものが多い。933年（承和3年）における右大史坂上経行の署名は草名から花押への過渡期のもので、日本における花押の初見ともされる。11世紀に入ると、実名2字の部分（偏や旁など）を組み合わせて図案化した二合体が生まれた。源頼親は「束」と「見」を組み合わせたものを用いた。また、同時期に、実名のうち1字だけを図案化した一字体も散見されるようになった。平忠盛の「忠」一字の花押などがそれである。いずれの場合でも、花押が自署の代用であることを踏まえて、実名をもとにして作成されることが原則であった。なお、当初は貴族社会に生まれた花押だったが、11世紀後期ごろから、庶民の文書（田地売券など）にも花押が現れ始めた。当時の庶民の花押の特徴は実名と花押を併記する点にあったが、これは貴族社会と違って花押のみでは誰の署名か識別できないために生まれた方法であった。

大陽義沖（禅僧様）

鎌倉時代以降、武士による文書発給が格段に増加したことに伴い、武士の花押の用例も激増した。そのため、貴族のものとは異なる、武士特有の花押の形状・署記方法が生まれた。これを武家様（）といい、貴族の花押の様式を公家様（）という。本来、実名をもとに作る花押であるが、鎌倉期以降の武士には、実名とは関係なく父祖や主君の花押を模倣する傾向があった。北条氏では北条時政または義時の花押の類型をとり、足利氏やその麾下でも足利尊氏の花押（時政の類型）を脈々と模倣して足利様（）と呼ばれる流れを形成し、室町時代の武家の花押はほとんど足利様であった。もう一つの武士花押の特徴として、平安期の庶民慣習を受け継ぎ、実名と花押を併記していたことが挙げられる。武士は右筆に文書を作成させ、自らは花押のみを記すことが通例となっていた。そのため、文書の真偽を判定する場合、公家法では筆跡照合が重視されたのに対し、武家法では花押の照合が重要とされた。公家様では、鎌倉後期以降複雑で筆順の多い花押が流行し、室町時代以降はそのまま定型化した。全体の傾向として、単純な花押は中下層の公家、定型化した複雑な花押は上層の公家に見られる。なお、主に中世の禅僧が宋・元代の中国から輸入した花押を用いたが、前節で述べたとおりこれらは単純な形を示しており、禅僧様（）と呼ばれる。鎌倉時代から南北朝時代にかけての臨済宗の僧大陽義沖の花押は、道号「大陽」をそのまま表象に落とし込んだものと思われる。このように、文字ではなく絵などを元にした花押を別用体という。

豊臣秀吉（一字体）

戦国時代になると、花押の様式が著しく多様化した。名前の漢字を裏返したり倒したりして偽造を防止したものが現れたほか、必ずしも実名ではなく、通称や苗字、または無関係な字をもとに作成されるようになり、最初期では足利義持や義政の「慈」字花押、のちには織田信長の「麟」字花押や羽柴秀吉（豊臣秀吉）の「悉」字花押などの例が見られる。三好宗渭（水鳥）や伊達政宗（セキレイ）などのように、鳥を図案化した別用体も現れた。家督を継いだ子が、父の花押を引き継ぐ例も多くあり、花押が自署という役割だけでなく、特定の地位を象徴する役割も担い始めていたと考えられている。花押を版刻したものを墨で押印する花押型（）は、鎌倉期から見られるが、戦国期になって広く使用されるようになり、江戸期にはさらに普及した。この花押型の普及は、花押が印章と同じように用いられ始めたことを示している。また、上下に並行した横線を2本書き、中間に図案を入れたものを明朝体という。明朝体は、明の太祖がこの形式の花押を用いたことに由来するといわれ、徳川家康が採用したことから徳川将軍に代々継承され、江戸時代の花押の基本形となり、徳川判とも呼ばれた。しかし江戸時代には花押の使用例は少なくなり、印鑑の使用例が増加していった。特に百姓層では、江戸中期ごろから花押が見られなくなり、もっぱら印鑑が用いられるようになった。
1873年（明治6年）には、実印のない証書は裁判上の証拠にならない旨の太政官布告が発せられた。花押が禁止されたわけではないものの、ほぼ姿を消し、印鑑が取って代わることとなった。その後、押印を要求する文書については必要に応じて法定され、対象外の文書であっても押印の有無自体は文書の真正の証明に関する問題として扱われることに伴い、上記太政官布告は失効した。しかし、花押に署名としての効力はあり、押印を要する文書についても花押を押印の一種として認めるべき旨の見解（自筆証書遺言に要求される押印など）が現れるようになった。一方、2016年6月3日の最高裁判決では、遺言書について「花押を書くことは、印章による押印と同視することはできず、民法968条1項の押印の要件を満たさない」との判断がなされた。
日本国政府の閣議における閣僚署名は、明治以降も花押で行うことが慣習となっている。多くの閣僚は閣議における署名以外では花押を使うことは少ないため、閣僚就任とともに花押を用意しているケースが多い。
21世紀の日本では、パスポートやクレジットカードの署名、企業での稟議、官公庁での決裁などに花押が用いられることがあるが、印章捺印の方が早くて簡便である為非常に稀である。旧日本国有鉄道においては、駅内文章に駅長の花押が用いられており、JR移行後の現在でも、一部の駅長（特に国鉄出身者）は花押を以って確認の証としている。

## 朝鮮の花押
朝鮮半島では高麗朝以来、宋からの影響を受け花押が用いられるようになり、着署・草押とも称された。李氏朝鮮にに入ってからは広く手決と呼ばれることとなり、公文書・私文書を問わずあまねく自署を表すために使われた。朝鮮朝の法令集である『経国大典』に含まれた公文式では、国王の命令書である教旨から臣下の上奏文まで場合によって用いるべき花押の用法を具体的に定めていた。民間でも、土地の売買文書や分財記（今の遺産分割協議書にあたる文書）などに使われた。

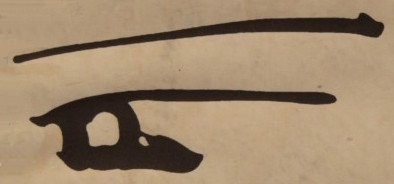
朝鮮太祖李成桂
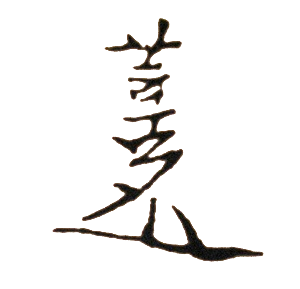
朝鮮太宗李芳遠
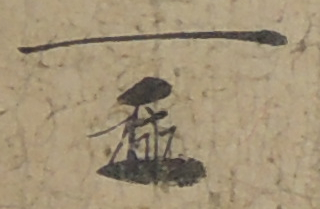
朝鮮世祖
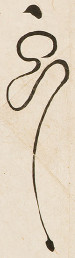
朝鮮顕宗
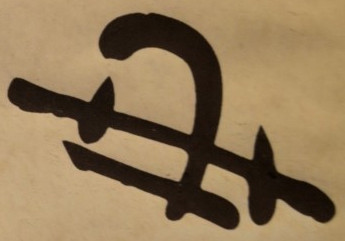
高宗皇帝

## 世界の花押
イスラム圏では、装飾的なアラビア書道（カリグラフィ）が発達した。特にオスマン帝国のスルタンのみに許された非常に壮麗な署名はトゥグラと呼ばれ、イスラム文化を代表する芸術作品の一つとされている。